# Атлетика на Летњим олимпијским играма 1904 — скок удаљ без залета за мушкарце
Такмичење у дисциплини скок удаљ без залета за мушкарце, на Олимпијским играма 1904. у Сент Луису било је други пут на програму игра. Одржано је 29. августа на стадиону Франсис филд. За такмичење су се пријавила 4 такмичара и сви су били из Сједињених Америчких Држава.
Реј Јури је бранио титулу освојену у Паризу 1900., коју је успешно одбранио поставивши и нови најбољи резултат на свету

## Рекорди пре почетка такмичења
28. август 1904.
| Најбољи резултат на свету | 3,45 | Реј Јури, САД | ?                | ?             |
| Олимпијски рекорд         | 3,21 | Реј Јури, САД | Париз, Француска | 15. јул 1900. |

## Нови рекорди после завршетка такмичења
| Најбољи резултат на свету | 3,47 | Реј Јури | САД | Сент Луис, САД | 29. август 1904. |
| Олимпијски рекорд         | 3,47 | Реј Јури | САД | Сент Луис, САД | 29. август 1904. |

## Резултати
| Место | Такмичар       | Резултат     |
| ----- | -------------- | ------------ |
| 1     | Реј Јури САД   | 3,47 НРС, ОР |
| 2     | Чарлс Кинг САД | 3,27         |
| 3     | Џон Билер САД  | 3,25         |
| 4     | Хенри Филд САД | 3,18         |